# تفجير سيارة في بيروت 1985
في 8 مارس 1985، انفجرت سيارة مفخخة على بعد مابين 9  و 45 مترًا  من منزل رجل الدين الإسلامي السيد محمد حسين فضل الله في بيروت، لبنان، في محاولة اغتيال فاشلة، زُعم بأنها نُظمت من قبل المخابرات الأمريكية الأمريكية والمخابرات البريطانية. أسفر الانفجار عن مقتل أكثر من 80 شخصًا وإصابة 200 آخرين، جميعهم تقريبًا من المدنيين.
كما انفجرت ثلاث سيارات مفخخة أخرى في بيروت عام 1985: في 22 مايو و 14 أغسطس و 18 أغسطس.

## الانفجار
قُدّر ان انفجار القنبلة في ضاحية بئر العبد في بيروت الغربية، كان يعادل ما يحدثه وزن 200 كيلوغرام (440 رطلاً) من الديناميت. أسفر الانفجار عن مقتل المصلين الذين كانوا يغادرون مسجد المجاور عند انتهاء صلاة الجمعة، وكان معظمهم من النساء والفتيات، كما دمّر مبنيين سكنيين من 7 طوابق وسينما.
وبينما قُتل العديد من حراس فضل الله في الهجوم، لكنه لم يصب بأي أذى.
أطلق السكان المحليون عيارات نارية في الهواء بعد الانفجار، محاولين لإخلاء الطرق والسماح بمرور سيارات الإسعاف. وتم نصب لافتة في موقع الانفجار من قبل السكان، كُتب عليها «صنع في الولايات المتحدة الأمريكية».

## السياق التاريخي
كان جيرالد فورد أول رئيس أمريكي حظر الاغتيالات السياسية في أعقاب لجنة الكنيسة، وإصدار الأمر التنفيذي رقم 11905 في عام 1976. في عام 1981، أكده الرئيس رونالد ريغان بإصداره القرار التنفيذي رقم 12333، الذي ينص على «تحريم الاشتراك في أي اغتيال سياسي، على أي موظف في حكومة الولايات المتحدة أو أي شخص يتصرّف نيابةً عن الولايات المتحدة أو باسمها». وما زال هذا الأمر التنفيذي ساري المفعول اليوم.
في أعقاب تفجير سفارة الولايات المتحدة عام 1983 وتفجير الملحق بالسفارة الأمريكية عام 1984، فكّر الجيش الأمريكي في مجموعة من الخيارات الانتقامية، ولكن لم يكن من الواضح أن هذه الاجراءات ستكون لها قيمة رادعة. في 14 نوفمبر 1983، أذن الرئيس الأمريكي رونالد ريغان بتوجيه ضربة انتقامية، لكن وزير الدفاع كاسبار واينبر لم يأذن للطائرة الأمريكية بالإقلاع لأسباب لم يتم الكشف عنها. وفضّل مدير وكالة الاستخبارات المركزية، وليام كيسي، إلى جانب المستشار العام لوكالة الاستخبارات المركزية ستانلي سبوركين، استخدام ممارسات وقائية في لبنان؛ لكن لم يوافق على الاستراتيجية الآخرون، بما في ذلك نائب مدير الاستخبارات المركزية جون مكماهون، خشية من انتهاك الأمر التنفيذي رقم 12333.

## المسؤولية
صرح مستشار الأمن القومي الأمريكي، روبرت مكفارلين، أن المسؤولون عن الهجوم ربما تلقوا تدريبات أمريكية، لكنه أكد أنهم كانوا «عملاء مارقين»، وأن وكالة المخابرات المركزية الأمريكية لم تعاقب أو تدعم الهجوم بأي حال من الأحوال.
اكد أحد عملاء وكالة المخابرات المركزية السابقين أن المحاولة الفاشلة لعام 1985 شوهت سمعة السي آي إيه.

## تفجيرات أخرى
اسفر انفجار سيارة مفخخة في 22 مايو إلى مقتل 48 شخصًا. وقتل انفجار آخر في 14 أغسطس 15 شخصا. وكان انفجار آخر في 18 أغسطس في ضاحية مسيحية بشرق بيروت، تسبب في مقتل خمسين شخصا. وكان هذا الانفجار أحد أسوأ الانفجارات التي وقعت في شرق المدينة التي كانت هادئة نسبياً مقارنة مع الغرب.